# Гончаров, Николай Евгеньевич
Николай Евгеньевич Гончаров (1 мая 1907 — 19 декабря 1975) — советский корабельный инженер, инженер-контр-адмирал, участник советско-финской и Великой Отечественной войн.

## Биография
Николай Евгеньевич Гончаров родился 1 мая 1907 года в селе Вершино (ныне — Дорогобужский район Смоленской области). В 1928 году был призван на службу в Военно-морской флот СССР. В 1929 году окончил первый курс Высшего военно-морского училища имени М. В. Фрунзе, после чего перевёлся в Военно-морское инженерное училище имени Ф. Э. Дзержинского, которое окончил в октябре 1933 года. Начинал службу старшим инженером производственно-планового бюро Кронштадтского морского завода Балтийского флота, затем служил на различных военно-технических должностях. Участвовал в советско-финской войне, будучи начальником 3-го отделения технического отдела Балтийского флота. С августа 1940 года занимал должность заместителя начальника технического отдела того же флота.
В годы Великой Отечественной войны Гончаров продолжал трудиться на посту заместителя начальника технического отдела Балтийского флота. Участвовал в обороне Ленинграда. Руководил разработкой чертежей, по которым в осаждённом городе судостроительные заводы построили около сотни тендеров, на которых было эвакуировано до полумиллиона ленинградцев. Проводил большую работу по приведению в должное техническое состояние доков, лично производил расчёты и руководство работами, от которых отказывались мастера и инженеры многих других заводов. Под руководством Гончарова осуществлялся ремонт и переоборудование подводных лодок, катеров, мотоботов, эсминцев и других видов судов. Много усилий вложил в дело подготовки кораблей к предстоящим боевым операциям.
В мае 1945 года Гончаров возглавил технический отдел Балтийского флота. В 1949—1951 годах преподавал в Высшем военно-морском инженерном училище имени Ф. Э. Дзержинского, являлся начальником кораблестроительного факультета. В последующие годы был заместителем начальника, начальника Технического управления Балтийского флота. В марте 1961 года был уволен в запас. Работал инженером в Центральном научно-исследовательском институте № 45 имени академика А. Н. Крылова. Умер 19 декабря 1975 года, похоронен на Южном кладбище Санкт-Петербурга.

## Награды
- Орден Ленина (30 апреля 1954 года);
- Орден Красного Знамени (20 июня 1949 года);
- Орден Отечественной войны 1-й степени (21 мая 1945 года);
- Орден Отечественной войны 2-й степени (30 апреля 1944 года);
- Орден Красной Звезды (1 июня 1942 года, 3 ноября 1944 года) (дважды);
- Медаль «За оборону Ленинграда»;
- другие медали.